# Olympische Winterspiele 2002/Eisschnelllauf – 5000 m (Frauen)
Die 5000 m im Eisschnelllauf der Frauen bei den Olympischen Winterspielen 2002 wurden am 23. Februar 2002 im Utah Olympic Oval ausgetragen.
Olympiasiegerin wurde zum dritten Mal hintereinander Claudia Pechstein aus Deutschland, die in ihrem Lauf einen neuen Weltrekord aufstellte. Silber gewann Gretha Smit aus den Niederlanden und Bronze sicherte sich die Kanadierin Clara Hughes.

## Rekorde

### Bestehende Rekorde
| Weltrekord         | Gunda Niemann-Stirnemann ( Deutschland) | 6:52,44 min | Salt Lake City | 10. März 2001    |
| Olympischer Rekord | Claudia Pechstein ( Deutschland)        | 6:59,61 min | Nagano         | 20. Februar 2002 |

### Neue Rekorde
| Weltrekorde | Claudia Pechstein ( Deutschland) | 6:46,91 min | 23. Februar 2002 |
| Weltrekorde | Gretha Smit ( Niederlande)       | 6:49,22 min | 23. Februar 2002 |

## Ergebnisse
| Rang | Paar | Athletin             | Nation             | Zeit (min) | Defizit (s) | Anmerkung |
| ---- | ---- | -------------------- | ------------------ | ---------- | ----------- | --------- |
| 1    | 7    | Claudia Pechstein    | Deutschland        | 6:46,91    |             | WR        |
| 2    | 1    | Gretha Smit          | Niederlande        | 6:49,22    | +2,31       |           |
| 3    | 6    | Clara Hughes         | Kanada             | 6:53,53    | +6,62       |           |
| 4    | 5    | Cindy Klassen        | Kanada             | 6:55,89    | +8,98       |           |
| 5    | 2    | Warwara Baryschewa   | Russland           | 6:56,97    | +10,06      |           |
| 6    | 8    | Anni Friesinger      | Deutschland        | 6:58,39    | +11,48      |           |
| 7    | 8    | Tonny de Jong        | Niederlande        | 7:01,17    | +14,26      |           |
| 8    | 7    | Maki Tabata          | Japan              | 7:06,32    | +19,41      |           |
| 9    | 3    | Catherine Raney      | Vereinigte Staaten | 7:06,89    | +19,98      |           |
| 10   | 3    | Kristina Groves      | Kanada             | 7:07,16    | +20,25      |           |
| 11   | 5    | Walentina Jakschina  | Russland           | 7:08,42    | +21,51      |           |
| 12   | 6    | Daniela Anschütz     | Deutschland        | 7:10,17    | +23,26      |           |
| 13   | 4    | Marja Vis            | Niederlande        | 7:19,08    | +32,17      |           |
| 14   | 2    | Annie Driscoll       | Vereinigte Staaten | 7:35,23    | +48,32      |           |
| 15   | 1    | Ljudmila Prokaschowa | Kasachstan         | DNF        |             |           |
| 16   | 4    | Nami Nemoto          | Japan              | DNF        |             |           |